# Neuvelle-lès-la-Charité
Neuvelle-lès-la-Charité és un municipi francès situat al departament de l'Alt Saona i a la regió de Borgonya - Franc Comtat. L'any 2019 tenia 224 habitants.

## Demografia
El 2007 tenia 228 habitants. Hi havia 84 famílies, de les quals 12 eren unipersonals.

## Economia
El 2007 la població en edat de treballar era de 143 persones, 105 eren actives i 38 eren inactives. De les 105 persones actives 92 estaven ocupades (48 homes i 44 dones) i 13 estaven aturades (5 homes i 8 dones). De les 38 persones inactives 15 estaven jubilades, 15 estaven estudiant i 8 estaven classificades com a «altres inactius».
Dels 9  establiments que hi havia el 2007, 1 era d'una empresa de construcció, 2 d'empreses de comerç i reparació d'automòbils, 3 d'empreses de transport, 1 d'una empresa d'hostatgeria i restauració, 1 d'una empresa immobiliària i 1 d'una empresa de serveis.
L'any 2000 hi havia sis explotacions agrícoles que conreaven un total de 546 hectàrees. Té una escola elemental integrada dins d'un grup escolar amb les comunes properes formant una escola dispersa.